# Rockea Buenos Aires
Rockea Buenos Aires o Rockea BA es el concurso de bandas nacionales más grande de la República Argentina. Se realiza en forma anual y es organizado por la provincia de Provincia de Buenos Aires. A la banda ganadora se le permite la grabación de un disco. Se realiza desde el año 2012.
En el año 2014 tuvo su cierre en el Estadio Único de la Plata mientras que en el año 2015 la locación elegida fue el estadio Luna Park. Resultando ganadores las bandas Mi primo fosforescente y Revanchistas respectivamente.